# Apocephalus truncaticercus
Apocephalus truncaticercus är en tvåvingeart som beskrevs av Brown 1993. Apocephalus truncaticercus ingår i släktet Apocephalus och familjen puckelflugor.
Artens utbredningsområde är Costa Rica. Inga underarter finns listade i Catalogue of Life.